# Альбрехт, Вильгельм Эдуард
Вильгельм Эдуард А́льбрехт (нем. Wilhelm Eduard Albrecht; 1800—1876) — немецкий профессор юриспруденции.
Альбрехт был одним из известных членов объединения Гёттингенской семёрки, группы ученых, которые в 1837 году протестовали против отмены конституции Королевства Ганновера.

## Биография
Вильгельм Эдуард Альбрехт родился 4 марта 1800 года в городе Эльбинге, в Западной Пруссии и воспитывался в тамошней гимназии.
В 1818 году поступил в Кёнигсбергский университет. Впоследствии изучал в Теттингене под руководством Эйхгорна науки, касающиеся политического строя и истории Германии.
После кратковременного пребывания в Берлине поступил в 1823 году приват-доцентом по кафедре германского права в Кенигсбергский университет; в 1827 году получил звание экстраординарного, а в 1829 году ординарного профессора в том же университете.
В 1830 году перешёл в Гёттингенский университет, где до 1837 года читал лекции германского частного права, истории германского права, торговое право и германское государственное право, а впоследствии — церковное право.
В бытность в Кёнигсберге он написал: «Commentatio juris germanici antiqui, doctrinam de probationibus adumbrans» (Кенигсберг, 1825 и 1827) и «Die Gewere als Grundlage des altern deutschen Sachenrechts» (Кенигсберг, 1828), сочинение, в котором изложены основы методов преподавания наук, касающихся германского права.
Выступив с протестом против отмены государственного закона 1833 года по жалованной грамоте, данной в ноябре 1837 года, он был вынужден вместе с шестью товарищами по службе выйти в отставку 14 декабря 1837 году (см. Гёттингенская семёрка).
В 1838 году Альбрехт отправился в Лейпциг, где читал лекции германского государственного и частного права и истории германского государственного и церковного права. По списку лекторов он числился сначала первым из приват-доцентов, а в 1840 году получил звание ординарного профессора.
В 1848 году он был избран депутатом 15-й курии для пересмотра союзной конституции и выработал вместе с Дальманом проект основного закона Германской империи, послуживший основанием для дальнейших прений в совете 17 депутатов.
Позднее Вильгельм Эдуард Альбрехт был избран одним из ганноверских избирательных округов в члены национального собрания, но вышел из него в 1848 году, намереваясь продолжать в Лейпциге свою плодотворную профессорскую деятельность.
Вышел в отставку в 1868 году; но в следующем 1869 году был назначен пожизненным членом первой палаты и принимал участие только в сессии 1869—70 гг.
Вильгельм Эдуард Альбрехт скончался в Лейпциге 22 мая 1876 года и завещал тамошнему университету все своё состояние, большая часть которого, под названием «Albrecht Stiftung», употребляется на приобретение необходимых пособий для научных занятий приват-доцентов Лейпцигского университета и на пособия способнейшим из молодых учёных при достижении ими ученых степеней.